# Ampère mètre carré
Ne doit pas être confondu avec Ampère par mètre carré.
L'ampère mètre carré, de symbole A m2, est l'unité de moment magnétique (ou moment dipolaire magnétique) dans le  Système international. C'est le produit d'un ampère par un mètre carré.